# کلمار فرایهر فن در گلتس
ویلهلم لئوپولد کلمار فرایِر فون در گولتس (Wilhelm Leopold Colmar Freiherr von der Goltz؛ ۱۲ اوت ۱۸۴۳_۱۹ آوریل ۱۹۱۶) همچنین شناخته شده به عنوان گولتس پاشا، یک فیلدمارشال پروسی و نویسنده نظامی بود.

## حرفه نظامی
گولتس در آلفید بیلکنفلد در پروس شرقی (که بعدها گولتس هاوزن و سپس ایوانووکا که هم‌اکنون بخشی از استان کالینینگراد در روسیه است، خوانده شد) در خانواده ای اشرافی که تضعیف شده بود، پا به عرصه وجود گذاشت. پدرش حدود نوزده سال را در ارتش پروس گذرانید ولی به درجه ای بهتر از ستوان دست نیافت و تلاش‌هایش به عنوان کشاورز نیز نتایجی چندان به بار نیاوردند. در سالی که گولتس به شش سالگی رسیده و درحال سفر به دانتزیگ بودند، پدر توسط وبا از پای درآمد.
گولتس در سال ۱۸۶۱ با درجه ستوان دومی وارد پیاده‌نظام ارتش پروس گردید تا در تیپ پنجم پیاده‌نظام پروس شرقی خدمت کند. در طول سال ۱۸۶۴ او در مأموریت مرزی شرکت کرده و بعد از آن وارد آکادمی نظامی برلن شد اما موقتاً از دانشگاه کناره گرفت تا در جنگ اتریش و پروس در ۱۸۶۶ شرکت جوید که البته زخمی گشت. در ۱۸۶۷ به خدمت بخش توپوگرافی ستاد ارتش درآمده و در بدو جنگ فرانسه و پروس ۱۸۷۰ وارد ستاد پرنس فریدریش کارل، فرمانده ارتش دوم گردید و در نبرد محاصره متز شرکت داشت.
با پایان این جنگ تاریخی که منجر به تشکیل امپراتوری آلمان شد، گولتس با ارتقای مقام به درجه سروان، به سمت پروفسور مدرسه نظامی برگزیده شد و در بخش [مطالعات] تاریخ نظامیِ ستاد مشغول به کار شد. در این زمان بود که گولتس کتب «دربارهٔ عملیات‌های ارتش دوم تا محاصره متز» و «هفت روز در لومان» که هر دو در ۱۸۷۳ انتشار یافتند را نوشت. در سال ۱۸۷۴ وی افسر اول ستاد لشکر ششم شده و در این حال کتب «دربارهٔ عملیات‌های ارتش دوم در لوآر» و «لئون گامبتا و ارتش هایش» را به ترتیب در ۱۸۷۵ و ۱۸۷۷ منتشر ساخت. کتاب دومی در همان سال به زبان فرانسه ترجمه گشته و از سوی بسیاری از تاریخ نگاران به عنوان اصیل‌ترین اثر وی در زمینه ادبیات نظامی ارزیابی گردید.
نگرانی گولتس این بود که به رغم پیروزی اولیهٔ سریعی که بر ارتش امپراتوری فرانسهٔ تحت هدایت ناپلئون سوم در نبرد سدان بدست آمد، چرا و چگونه جمهوری سوم فرانسه (حکومت جمهوری ای که در خلال جنگ، جانشین حکومت امپراتوریِ ناپلئون سوم شد. م) توانست [برخلاف حکومت امپراتوری] اراده عامه را برای یک جنگ مردمی بسیج کرده و جنگ را برای چند ماه دیگر به درازا کشاند (محاصره پاریس، نبرد در لوآر و پارتیزان‌هایی که بیست درصد از توان ارتش پروس را کاستند). اشاره ضمنی این پرسش، این بود که دیگر انتظار یک پیروزی سریع بر فرانسه در جنگ آینده غیرواقع بینانه است. گولتس که تحسین و ستایشش از تلاش‌های لئون گامبتا در ایجاد ارتش‌های جدید پس از سپتامبر ۱۸۷۰(پس از محاصره سدان. م) در کتاب‌هایش دیده می‌شد، استدلال می‌نمود که اگر گامبتا ارتش‌های جدیدش را بهتر آموزش می‌داد، «جنگِ مردمیِ» فرانسویان می‌توانست موفقیت‌آمیز باشد. این ژنرال آلمانی معتقد بود که از هم‌اکنون عصر جدیدی از جنگ‌ها به وجود آمده‌است که آن را عصر «ملتِ مسلح» (به آلمانی:Das Volk in Waffen که نامِ معروف‌ترین کتابش نیز بود. م) نامید. اصطلاح «ملت مسلح» اشاره به این دارد که در این دورهٔ جدید، دولت می‌کوشد تمامی ملت و منابعش را برای جنگ بسیج نماید؛ چیزی که امروزه آن را «جنگ تمام عیار» می‌نامند. این طرز فکر وی را مورد بی مهری دولت نوپای امپراتوری آلمان قرار داده و او را به ماموریت‌های رزمی بازگرداندند اما مدتی چندان نگذشت که مجدداً به بخش تاریخ نظامی در ستاد بازگردانده شد. در ۱۸۷۸ به سمت استاد تاریخ نظامی در دانشگاه جنگ برلن برگزیده شد؛ جایی که مدت پنج سال را در آن ماند. در ۱۸۸۳ او کتاب "Das Volk in Waffen" را منتشر ساخت که فوراً در جرگهٔ کتب کلاسیک و استاندارد علوم نظامی درآمد و حتی نصب العین و راهنمای تئوریک ارتش آرژانتین قرار گرفت و در ۱۹۱۰ وی به عنوان رئیس هیئت نمایندگی دیپلماتیک در صدمین سالروز استقلال این کشور شرکت جست. در طول اقامتش در برلن، او مقالاتی بسیار برای جراید نظامی نوشت.
ایده‌های ابتدایی وی در کتاب «لئون گامبتا و ارتش هایش» در کتاب «ملت مسلح» تعمیم داده شدند؛ به طوری که در این کتاب گفت: «عصر کابینه‌های جنگی به سر آمده‌است. اکنون دیگر ضعف یک نفر یا یک حزب که در راس امور قرار دارند، تعیین کننده سرنوشت جنگ نیست بلکه تضعیف ملتهای جنگنده تعیین کننده است.» به همین دلیل موفقیت در جنگ‌های آینده مستلزم این است که «ملت‌های بزرگِ متمدنِ امروزی، سازماندهی نظامی خود را به کمال برسانند.» در پایان، این نظامیِ نابغه تأکید دارد که جامعه لازم است در زمان صلح به حدی که تاکنون سابقه نداشته، میلیتاریزه شود و آنچه بایستی تعقیب شود «تحلیل کامل زندگی نظامی و مدنی است.» گولتس یک نظامی گرا، داروینیست اجتماعی و ناسیونالیست افراطی بود که به جنگ به مثابه چیزی ضروری، خواستنی و اجتناب ناپذیر می‌نگریست. از دیدگاهِ سوسیال داروینیستیِ گولتس، اصلِ اساسیِ «بقای اصلح»، قابل تعمیم به روابط بین‌الملل نیز هست؛ به طوری که ملت‌های قوی محق هستند که ملت‌های ضعیف را «بدرند.». این فیلدمارشال که قتل عامِ دسته جمعیِ جنگ را "زیباترین [منظره] دنیاً می‌دانست، نوشت:"جنگ نوعی ابراز انرژی و شرافتی است که هر ملت دارد… صلح دائمی یعنی نیستیِ دائمی!"

## خدمت در عثمانی(1895_1883)
بعد از شکست امپراتوری عثمانی در جنگ 1878_1877 با روسیه، سلطان عبدالحمید دوم از آلمان ها درخواست بازسازماندهی ارتش امپراتوری اسلامی اش را کرد تا بتوانند جلوی پیشروی روس ها را بگیرند. فون در گولتس به آنجا فرستاده شد و تا دوازده سال در آنجا ماند که در این مدت موضوعات و تجاربی برای نگارش کتب دستگیرش شدند. در این سال ها او دیدگاهی بس منفی نسبت به سلطان عبدالحمید داشت؛ به طوری که نوشت:"افندیِ استانبول که پدرش حقوق مفت می گرفته و به خاطر وفاداری اش[به سلطان عبدالحمید] از سوی او پاداش گرفته و از مرفه ترین زندگی ها برخوردار بوده [اما] اکنون به [اهمیت] نبرد برای بقا پی برده است؛ نمی‌تواند فرمانده بزرگی باشد. تا زمانی که سلطان عبدالحمید و طبقه حاکمۀ فعلی در نقش سکاندار باقی باشند، ممکن نیست کسی از نجات ترکیه حرفی بزند." گولتس در آن امپراتوری اسلامی اصلاحاتی از جمله طولانی تر کردن دورهٔ آموزشی مدارس نظامی و افزودن واحدهای درسی جدید در دانشگاه جنگ برای دوره آموزشی ستاد را انجام داد. از 1883 تا 1895 وی کسانی را آموزش داد که "افسران عثمانیِ نسل گولتس" خوانده شدند و بسیاری از آنان بعدها در زندگی سیاسی و نظامی این امپراتوری، نقشی برجسته بازی کردند. گولتس که تکلم به ترکی روان را آموخته بود، استادی بس ستوده بود و از سوی بعضی ترکانی که وی را الهام بخش خود می دانستند، "پدر" خوانده می شد. آموزه هایش در دانشگاه جنگ_که می کوشید فلسفۀ"ملت مسلح" خود را در مغز دانشجویانش فرو کند_ از سوی مریدانش "موجب غرور و لذت" بودند. در نتیجه این ارتش عثمانی و نه ارتش آلمان بود که آموزۀ "ملت مسلح" را برای اولین بار به عنوان اساس فلسفۀ جنگی خود قرار داد. بعد از سالیانی چند وی لقب پاشا(که برای یک غیرمسلمان نادر بود) را دریافت داشته و در 1895 قبل از بازگشتش به وطن، وی را مشیر(معادل ترکی فیلدمارشال) نیز نامیدند. بهبودی های ارتش ترکان که در اثر تلاش های این مرد پروسی حاصل شدند، قابل توجه بود. شایان ذکر است که در جنگ یونان و ترکیه (۱۸۹۷)، زمانی که ترکان تا نزدیک ترموپیل پیش رفته بودند، فقط تهدید نیکلای دوم روسیه مبنی بر حمله روس ها از سمت آناتولی شرقی در صورت ادامه پیشروی ترکان، سبب شد که امپراتوری اسلامی دست از جنگ کشیده و به حوالی ترموپیل قناعت نمایند.
در بازگشت به آلمان در 1895 گولتس به درجه lieutenant-general(سه درجه پایین تر از فیلدمارشال.م) ارتقا یافته و فرمانده لشکر پنجم شد؛ در 1898 نیز فرماندهی سپاه های مهندسی و تاسیساتی و بازرسی مواضع دفاعی را بدو سپردند. در 1900 با یک درجه ارتقا به نشان ژنرال پیاده نظام (General of the Infantry.م) دست یافت و فرمانده سپاه ارتش یکم شد. گولتس پس از بازگشتش به آلمان در 1895 در تماس کامل با دانشجویان تُرک خود بود و پیشنهادهای خود را بدانان تقدیم می کرد. در 1899 در نامه ای به سرهنگ پِرتِف بیون، که از مریدانش بود، نوشت:"تمامی امید ترکیه قائم به جوانانش است. نسلی که شما بدان تعلق دارید، نسلی که می تواند ترکیه را حفظ کند، روزی به بالندگی اش خواهد رسید." گولتس همچنین احترامش نسبت به سربازان عادی ترک را ابراز می داشت و آنان را بسیار سرسخت، شجاع و مایل به رنج بردن بی آنکه لب به شکایت بگشایند، توصیف نموده بود. در مقابل برای جوانان آلمانی نه هیچ احترامی بلکه حس تحقیر داشت و آنان را "فاسد شده" به وسیله هندوئیسم، شهرنشینی، صنعت زدگی، موفقیت در کار و پول، لیبرالیسم و سوسیال دمکراسی میدانست؛ یعنی همان چیزهایی که نسل آیندهٔ آلمان را به‌طور فزاینده ای برای آزمایش جنگ نامناسب می کند. در مقالاتی که با عنوان"پرسش مقدونیه ای" در آغاز قرن بیستم در آلمان منتشر نمود، وی خود را کاملاً عثمانی گرا نشان داده و گفت که عثمانی ها هر حقی داشتند که در مقدونیه بمانند. در نامه هایش به مریدان ترک خود، اغلب آنان را به تجاوز به بلغارستان جهت تنبیه حکومت این کشور به خاطر حمایت هایش از سازمان های انقلابی داخلی مقدونیه تشویق مینمود. به عنوان یک آنگلوفوب(انگلیسی ستیز.م) معتقد بود که جنگ بزرگ قرن بیستم که در راه است، به طور اجتناب ناپذیری یک جنگ آنگلو_ژرمن بر سر تسلط بر جهان خواهد بود. گولتس فرض را بر این گذاشت که جهان بیش از آن کوچک است که به اشتراک ژرمن ها و انگلیسیان در آید و یکی از این دو مجبور خواهد شد کنار برود. در بدو سال 1899 در نامه ای که به مریدان ترک خود نوشت، از آنان خواست شروع به آماده سازی طرح هایی برای تجاوز به مصر جهت اشغال کانال سوئز و نیز جهت تجاوز به ایران به عنوان پیش درآمدی بر حمله به هند [به عنوان قلب امپراتوری مستعمراتی بریتانیا] نمایند. گولتس همچنین باورمند بود که عصر سلطه اروپاییان در قرن بیستم به سر خواهد آمد و قدرت های جدیدی همچون ایالات متحده، ژاپن و درنهایت چین جای آنان را خواهند گرفت. این فیلدمارشال نویسنده همچنین بس تحت تاثیر پیروزی ژاپن در جنگ روسیه و ژاپن قرار گرفته بود و به این حادثه به منزلهٔ تاییدی بر صحت نظریه اش مبنی بر اینکه در یک جنگ، نهایتاً ارادهٔ معطوف به پیروز شدن است که تفاوت را رغم میزند و طرفی که ارادهٔ پیروزی اش قوی تر است، همیشه غلبه میابد، نگریست. در تقابل با تبلیغات نژادگرایانهٔ ضد آسیایی "خطر زرد" که حکومت آلمان نیز از دامن زنندگان به این خطر موهومی بود، گولتس احترامی برای مردم آسیایی قائل بوده است و در 1905 به پِترِف نوشت:"شرق در حال بیدار شدن است؛ هنگامی که بیدار شد دیگر دوباره به خواب نخواهد رفت." با تاکید بر اینکه اینها نظریات شخصی گولتس و نه نظریات حکومت آلمان بودند، او حدس میزد که در آینده جنگی بین "نژاد زرد رنگ" ژاپنی، چینی و مغولی در برابر قدرتهای "آنگلو_ساکسن" بریتانیا و ایالات متحده به وقوع خواهد پیوست و استدلال کرد که نه آلمان و نه امپراتوری عثمانی نخواهند توانست نسبت به این جنگ بی تفاوت بمانند و لازم است که آلمان یاد بگیرد"مردمانِ در حال ظهورِ آسیای شرقی" را درک نماید. گولتس نامه اش به پِترِف را چنین به پایان میرساند:"از آنجا که ما در آینده خیلی بیشتر در شرق مشارکت خواهیم کرد، معقولانه خواهد بود که قدرت استثنایی ای که در طبع مردمان شرقی به ودیعت نهاده شده است را درک نماییم."
در 1908 وی درجه ژنرال_سرهنگ(به آلمانی:Generaloberst) که تنها یک درجه از فیلدمارشال پایین تر بود را دریافت داشت. گولتس با رویی گشاده به انقلاب ترکان جوان در 1908 نگریست؛ البته اگر بدانیم که اکثر ترکانی که این انقلاب ترقی خواهانه را هدایت نمودند، خود از کسانی بودند که گولتس شخصاً آموزششان داده بود تعجبی نخواهیم کرد. گولتس در مورد این انقلابِ از بالا نوشت:"انقلاب شکوهمند 1908 کار ترکان جوان و مخصوصاً افسران جوان است. بسیاری از آنان در سن 30 و یا حتی جوان تر بودند. اینان ناجی سرزمین پدری شان بودند." در واکنش به این مقالهٔ تحسین آمیز گولتس نسبت به انقلاب 1908، یکی از اعضای کمیته اتحاد و ترقی(کمیته ای که زمینه های بنیادی این انقلابِ از بالا را فراهم نمود.م) به نام ماژور علی فواد نوشت:"مقالهٔ مکتوبِ آقای شریفِ ما بایستی کراراً توسط همه سربازانمان از فیلدمارشال گرفته تا ستوان مطالعه شود...این[نامه] همیشه باید خوانده شود...و باید نصب العین و راهنمای تمامی تلاش ها و ابتکارات مان قرار گیرد...من به شما اطمینان میدهم، ای آقای شریف ما...که ما باید یکسره به نصیحت شما چسبیده و بایستی آن را رهنمای خود قرار دهیم." گولتس در پاسخ نوشت که از ابراز محبت دوستان قدیمی اش بسیار سرخوش شده و بازهم خوشحال تر خواهد شد اگر که نصایحش را به آنان ارائه دهد.
در مقاله ای به تاریخ 24 ژوئیه 1908 گولتس این اتهامِ معمول در غرب را که صاحب منصبان عثمانی به جمعیت مسیحی مقدونیه ظلم نموده و درحال ارتکاب سوء استفادۀ سیستماتیک از حقوق بشراند، انکار نموده و نوشت:"برعکس، آنچه غربیان در مورد حکومت ترک مینویسند، صادق نیست. بسیاری از اوقات، موضوع این است که یونانیان، بلغارها و صرب هایی که کارنامه دهشتناکی به خاطر ناسیونالیسم [افراطی]شان دارند، از ترکان درخواست حفاظت میکنند. آنها خود آگاهند که ترکان سرشار از سخاوت و شفقت اند فراموش کرده و میبخشند؛ دل رحمی نسبت به ضعیف بخشی از رسوم ملی شان بوده که بدان فخر میکنند." گولتس همچنین اتهام سوء استفاده گسترده از حقوق بشر در برابر مسیحیان را رد نموده، نوشت:"اکنون سیستم عثمانی بسا بهتر از آنی است که تصور میشود. حکام عثمانیِ آنجا، چه ژنرال ها و چه کارمندان غیرنظامی، مردانی جوان و سالم و دانش آموخته هستند. اگر به حال خود رها باشند، کاملاً به خوبی میتوانند از صلح پاسداری کنند." در هر حال فیلدمارشال پروسی به اروپاییان نوشت:"در مورد صاحبان اصلیِ کشور[عثمانی] هرگز چیزی به فکر راه ندهید؛ ترکان کسانی اند که در مقدونیه اکثریت ایجاد کرده اند...افسران ستاد عثمانی از 1887 تحت نظر من نقشه های بالکانِ عثمانی را تهیه نموده و [در آن] تعداد زیادی روستای ترکی دیده ایم که در هیچ نقشۀ دیگری از جمله نقشه های اسلاو و یونانی دیده نمی‌شود.(مراد وی این است که برتری عددی جمعیت ترک در بالکان نسبت به جمعیت اسلاوی و یونانی اش را اثبات کند.م) در یک کلمه ترکان حق قانونی بزرگی برای حضور در مقدونیه دارند." گولتس شاگردانش در کمیته اتحاد و ترقی را نصیحت کرد که:"قوی باشید چراکه مورد بیعدالتی قرار نخواهید گرفت." در 1910 گولتس، پِرتِف را پند داد که یک سازمان فرا_نظامی جوانان را سازمان دهد تا "روح میهن پرستی و سربازی گری را در جوانان بدمد، آنان را از لذت به شهرت و کبر ترکیه سرشار کرده و همزمان به آنها آموزش سلامتی بدنی داده تا برای حرفهٔ نظامی آماده شوند." این نظامی کهنه کار سپس نوشت که هدف از آموزش جوانان باید "شکل دادن به روحیهٔ میهن پرستی و عشق به سرزمین پدری، تقوای سربازانه و نیرومند ساختن جسم برای آماده سازی تکنیکیِ نسلِ درحال رشد باشد."
در پی مانور های نظامی ارتش امپراتوری آلمان در 1911 وی به درجه فیلدمارشال(به آلمانی:Generalfeldmarschall) ارتقای مقام یافته و بازنشسته گردید. در همین سال، وی یک سازمان مادر به نام "انجمن آلمان جوان" را برای حمایت مالی و هویتی سازمان های راستگرای آلمانی بنا نهاد.

## بازگشت به خدمت: جنگ اول جهانی

### خدمت در آلمان(1915_1914)
با وقوع جنگ جهانی اول در 1914 وی به خدمت فراخوانده شد و به عنوان حاکم نظامی بلژیک منصوب گشت. در این سمت وی بیرحمانه با مقاومت بلژیکیان در برابر اشغال آلمان ها_به خصوص بواسطه تک تیرانداز هایشان و نیز ایجاد اختلال در سیستم ریلی و خطوط تلگراف_برخورد کرد.(بلژیکیان پس از اشغال میهنشان توسط ژرمن ها، جهت تاخیر در پیشروی آلمان ها به سوی فرانسه به اقدامات خرابکارانه ای از جمله تخریب خطوط ریلی و تلگرافی و حتی بازکردن سدهایشان و برخی عملیاتهای چریکی اقدام می کردند.م) چنان که مارتین گیلبرت می نویسد، در بدو سپتامبر 1914، وی که تازه به این سمت منصوب شده بود اعلام کرد:"این از ضرورت های حیاتی جنگ است که اقدامات دشمنان را تنبیه کنیم؛ این کار نه تنها گناهکاران را در بر دارد، بلکه بی گناهان را هم شامل میشود." در پنجم اکتبر، وی حتی در این تصمیمش راسخ تر نیز گردید زمانی که فرمان داد:"در آینده، روستاهایی که در مجاورت خطوط راه آهن و تلگرافِ تخریب شده هستند، بدون هیچگونه شفقتی مجازات خواهند شد(چه آنها مسئول این تخریب ها باشند و یا نباشند). با این رویکرد، گروگان های جنگی به تمامی روستاهایی که در مجاورت راه آهن قرار داشته و در خطر حملات خرابکارانۀ چریک های بلژیکی هستند، برده شده و به محض اولین تقلا برای تخریب خطوط ریلی، تلگرافی یا تلفنی، آنها(گروگان ها.م) درجا کشته خواهند شد."

این گونه اقدامات توسط یک سرجوخه به نام آدلف هیتلر مورد تحسین قرار گرفتند، کسی که در سپتامبر 1941 وحشی گری نازی ها در اروپای شرقی را به نظیر آنها در بلژیک در 1914 پیوند داد:
رایش قدیم(حکومت امپراطوری آلمان از 1871 تا 1918.م) واقعاً میدانست که چطور با سرسختی ها در مناطق اشغالی اش برخورد کند. به گونه ای که تلاشهای خرابکارانه علیه خطوط ریلی در بلژیک بوسیله کنت فون در گولتس مجازات میشدند. وی روستاها را تا شعاع چند کیلومتری آتش زده و بعد از اینکه تمامی فرمانداران[بلژیکی] کشته میشدند، مردان اسیر و زنان و کودکان به جای امنی منتقل میگشتند.
 }}

### در خدمت عثمانی(1916_1915)
به زودی فیلدمارشال پروسی سِمت حکمران نظامی بلژیک را ترک گفته تا دستیار نظامی سلطان محمد پنجم که اساساً تنها به اسم فرمانروا بود، گردد. گولتس رابطه دوستانه ای با رئیس هیئت اعزامی آلمان به عثمانی یعنی اتو لیمان فون ساندرز نداشته و خودش هم مورد پسند مقتدرترین فرد عثمانی یعنی انور پاشا نبود.
به رغم تنفر متقابل این دو، در اواسط اکتبر 1915 در اثر پیشروی نیروهای انگلیسی تحت فرماندهی چارلز تاونشند به سوی بغداد، انور پاشا گولتس را به فرماندهی ارتش ششم منصوب داشت. بارون فون درگولتس در نبرد تیسپون(تیسفون) فرمانده بود که البته با نتیجه تساوی به پایان رسید چراکه هر دو طرف عقب نشینی نمودند. اما با عقب نشینی انگلیسیان، گولتس ارتش خود را چرخانده و آنان را تا رودخانه تعقیب نمود. وقتی تاونشند در کوت توقف نمود، گولتس به محاصره ارتش وی دست زد. مشابه لژیون های ژولیوس سزار در نبرد آلیزیا، ارتش ششم ترکان تحت رهبری خلیل پاشا مجبور بود تلاش های جانانه انگلیسیان برای شکستن محاصره را خنثی کند. به رغم تمامی تلاش های بریتانیا و سربازان هندی اش که با سه حمله مختلف کوشیدند محاصره را بشکنند، هر سه تلاش با مجموع 23000 نفر تلفات به شکست انجامیده و از سوی یک تاریخ نگار به عنوان"بدترین شکست متفقین در جنگ اول جهانی" لقب یافت.

### نسل کشی ارامنه
در طول حمله سال 1915 روس ها به آناتولی شرقی، افسران آلمانی، تبعید جمعیت های محلی ارمنی در آناتولی شرقی را در زمانی که پیشروی روس ها شورش را در این منطقه برانگیخته بود، توصیه نمودند. زمانی که انور پاشا دستور تبعید گسترده ارمنیان را به گولتس نشان داد، وی با آن به عنوان یک ضرورت نظامی موافقت نمود. به گفته یک تاریخ نگار، اقدامات بعدی گولتس در توقف این تبعیدها نشان میدهد که بعید است وی اهمیت بزرگتری که [مخالفت خود] در پی داشت، را درک کرده باشد.(احتمالاً منظورش این است که همین مخالفت منجر به مرگ مشکوک وی گردید.م) در دسامبر 1915 گولتس مستقیماً میانجی گری نموده و تهدید نمود که اگر تبعیدها متوقف نشوند، وی استعفایش را تقدیم میکند. این خود نشانی از اهمیتی بود که این مرد پروسی در آن کشور داشت چرا که به عنوان یک افسر نظامی خارجی توانسته بود، هرچند اندک، بر سیاست داخلی اعمال نفوذ نماید. هرچه که باشد، وی موفق شده بود تاثیری ولو موقت بر عدم اجرای حکم تبعید، آن هم فقط در ناحیه بین النهرین بگذارد.

## مرگ
گولتس در 19 آوریل 1916 تنها دو هفته پیش از تسلیم انگلیسی ها در پی محاصره کوت، در بغداد درگذشت. دلیل رسمی که برای مرگ این پروسی کهنه کار اعلام شد، ابتلا به بیماری تیفوس بود، اما چنان که شایعات نقل کرده اند، وی مسموم شده بود. با توجه به وصیت نامه اش وی را در محوطه کنسولگری آلمان در استانبول مشرف به تنگه بسفر مدفون ساختند.

## به عنوان نویسنده
از دهه 1870 تا جنگ اول جهانی، آثار بارون فون درگولتس در سطح وسیعتری نسبت به کارل فون کلاوزویتس توسط رهبران نظامی انگلیسی و آمریکایی مورد توجه قرار گرفتند. افزون بر رسائل و مقالاتی که برای جراید نظامی می نوشت، کتب زیر را نیز منتشر ساخت:
- هدایت جنگ (1901)
- نبرد در تسالی(یونان) (1898)
- ماموریت در مقدونیه (1894)
- سفرهای آناتولیایی (1896)
- (یک نقشه و یک انضمام بر آن که اطراف قسطنطنیه را تشریح میکرد)
- از ینا تا ایلائو (1907)